# Philips Angel I
Philips Angel I ou Philips Angel van Middelburg (Middelbourg, 1616 — Middelbourg, c. 1683) est un peintre néerlandais de nature morte.

## Biographie
La vie et l'œuvre de Philips Angel I sont souvent confondues avec celles d'un parent (apparemment un cousin), un peintre contemporain du même nom (aujourd'hui appelé Philips Angel II ou Philips Angel van Middelburg), né à Leyde vers 1618.
Fils de Willem Angel et Elisabeth van Heuckelroy, Philips Angel I naît à Middelbourg, où il est baptisé le 14 septembre 1616. Il quitte sa ville natale en 1639 pour s'établir comme peintre de natures mortes à Haarlem. Il entre à la guilde de Saint-Luc de Haarlem en 1639 et est encore mentionné comme membre en 1643.
Philips Angel épouse Elisabeth Dircks Vercammen le 4 août 1642.
Il retourne à Middelburg au moins en 1652 et y reste jusqu'à sa mort, survenue après le 22 octobre 1683.

## Œuvre

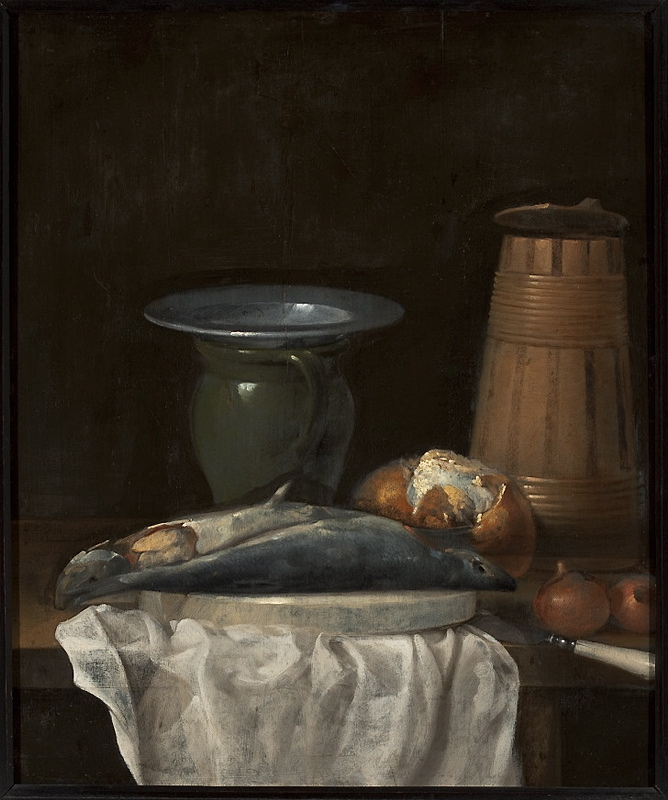
Petit déjeuner (n. d., musée national de Varsovie).

Une trentaine de tableaux sont actuellement attribués à Philips Angel I, certains datant de 1642 à 1664 ou 1668. Il a surtout peint des natures mortes. En raison de la confusion résultant des signatures et des dates qu'il ajoutait à ses tableaux, il est difficile de déterminer l'évolution de son art avec ses sous-genres divergents, en particulier ses natures mortes sobres avec des aliments, des plats et des objets de cuisine, parfois connues sous le nom d'ontbijtjes (en néerlandais, « petits petit-déjeuners »).
Ses œuvres se répartissent en trois groupes principaux : les intérieurs de grange avec un accent sur l'élément de nature morte, les ontbijtjes et les natures mortes avec des volailles mortes. L'influence de François Ryckhals (en) est perceptible dans les deux premiers groupes, Ryckhals ayant peut-être été le professeur d'Angel à Middelbourg. Ses ontbijtjes montrent aussi l'influence des peintres de Haarlem tels que Floris van Dijck dans leur tendance à construire des compositions à partir d'éléments étudiés individuellement et dans le rendu de divers détails. Les natures mortes avec des volailles mortes font partie de ses meilleures œuvres et sont similaires aux pièces de jeu des peintres flamands Jan Fyt et Alexander Adriaenssen,. Ces œuvres démontrent l'habileté d'Angel à peindre des fourrures et des plumes.